# Puig de l'Home Mort (Planès)
El Puig de l'Home Mort és un cim de 2.506,3 m alt del límit les comunes de Planès i Sant Pere dels Forcats, de la comarca del Conflent, a la Catalunya del Nord.
Està situat a la zona sud-oriental del terme de Sant Pere dels Forcats, a la zona sud-occidental del de Planès, al nord-est del Cambra d'Ase i al sud-est del Puig de Fontseca.